# 엠퍼러스 클럽
《엠퍼러스 클럽》(영어: The Emperor's Club)은 미국에서 제작된 마이클 호프먼 감독의 2002년 드라마 영화이다. 케빈 클라인 등이 출연하였고, 마크 에이브러햄 등이 제작에 참여하였다.

## 출연진
- 케빈 클라인
- 에밀 허시
  - 조엘 그레치
- 엠베스 데이비츠
- 롭 모로
- 에드워드 허먼
- 해리스 율린
- 폴 데이노
  - 스티븐 컬프
- 제시 아이젠버그
  - 패트릭 뎀프시
- 리시 메타
  - 라훌 칸나
- 캐틀린 오히니

## 기타 제작진
- 공동 제작: 리사 브루스, 마이클 오닐
- 배역: 실리아 재피, 조지앤 워컨, 캐터리나 에그먼
- 미술: 퍼트리치아 본브랜던스타인
- 의상: 신시아 플린트